# Kőszeghy Endre
Kőszeghy Endre; Szabó (Jászszentgyörgy, 1819. november 16. keresztelés  – Borossebes, 1901. szeptember 16.) színész, színigazgató.

## Életútja
Iskoláit Pesten végezte. A Nemzeti Színház 1837. augusztus 22-i, Pesti Magyar Színház néven történt megnyitásakor nagy kedvet kapott a színi pályához, s 1837. szeptember 7-étől színészként ennél a társulatnál működött. 1838-ban Potemkin Ödönnel és Csengery Pállal hármas társulatigazgatással is próbálkoztak, de a forradalom kitörésekor honvédnek álltak. 
1849-ben mint műkedvelő honvéd ismét színigazgató lett, ezúttal már önállóan. 43 évig működött a vidéki színtársulat-igazgatói és színművészeti pályán. 1875-től Gáspár Jenővel együtt vezetett társulatot. Színészként főleg hős-, apa- és jellemszerepekben láthatta a közönség.
Első neje Reisz Sarolta volt, aki 1837-ben Marosvásárhelyen született, és 1862. október 20-án, Nagy Mihály társulatánál lépett először a színnművészeti pályára. Második neje Marcza Mária 1870. július 22-én, Kunszentmártonban hunyt el.

## Működési adatai
1852: Miskolc; 1857–58: Hubay Gusztáv; 1859: Magyaróvár; 1860: Csorna; 1869: Cegléd; 1870: Nagykőrös, Csongrád, Kunszentmiklós; Gyoma, Békéscsaba; 1871: Mezőtúr, Békés, Kunszentmárton, Csongrád, Kiskunfélegyháza, Törökszentmiklós; 1872: Mezőberény, Nagykőrös, Nagyabony, Jászkisér, Pásztó, Gyöngyös; 1873: Jászberény, Jászkisér, Jászapáti, Heves, Pásztó, Hatvan, Gyöngyös, Mándok; 1874: Nagyszőllős, Tokaj; 1876: Gyoma; 1878: Szarvas, Kunszentmárton, Tiszaföldvár; 1879: Mezőberény, Kunszentmárton, Jászberény, Heves, Szirák, Jászárokszállás, Jászapáti; 1880: Mezőkövesd, Abádszalók; 1881: Gyöngyös, Aszód, Mezőkövesd, Gödöllő; 1885: Szentes.